# Alianța celor trei împărați
Alianța celor trei împărați a fost o alianță politică cu caracter defensiv între Alexandru II (Țarul Rusiei), Franz Joseph I (Împărat al Austriei și rege al Ungariei) și Wilhelm I (Împărat al Germaniei). S-a constituit în 6 iunie 1873, prin Acordul consultativ (Convenția de la Schönbrunn) între Alexandru II și Franz Joseph I. În cazul unei amenințări de atac din partea unei terțe puteri, ambii monarhi se obligau să se înțeleagă pentru a adopta o „linie de conduită comună“.
La 23 octombrie 1873, Wilhelm I, împăratul Germaniei, aderă la Convenția de la Schönbrunn. Se constituie astfel Alianța celor trei împărați. Este un fel de „Sfânta Alianță“ între împărații Rusiei, Germaniei și Austriei. Guvernul rus urmărea prin această alianță excluderea unei eventuale înțelegeri germano-austriece în Balcani împotriva Rusiei și să asigure granițele de apus în cazul unei ciocniri cu Anglia în Asia Mică.
În anul 1881 este semnat un nou acord al celor trei împărați, care nu mai este numit consultativ ca primul, ci prevedea obligația semnatarilor de a se menține neutralitatea. Dar, în continuare, desfășurarea evenimentelor face ca ciocnirile de interese între Rusia și Germania să ducă la încordarea relațiilor dintre ele și la constituirea, treptată, a celor două blocuri militare:
- Tripla Alianță (Germania, Austro-Ungaria, Italia);
- Tripla Înțelegere sau Antanta (Rusia, Franța, Anglia).